# Fate (Texas)
Fate város az USA Texas államában, Rockwall megyében. Lakosainak száma 17 958 fő (2020. április 1.).

## Népesség
A település népességének változása:

| 2010 | 6 357  |
| 2020 | 17 958 |